# Леандров, Сергей Константинович
Сергей Константинович Леандров (27 марта 1898 — ?) — советский военачальник, полковник, участник Первой мировой, Гражданской и Великой Отечественной войн.

## Биография
Сергей Константинович Леандров родился 27 марта 1898 года в Санкт-Петербурге. В 1911 году окончил Рождественское высшее начальное училище, после чего работал подмастерьем в ортопедической мастерской. 
В августе 1916 года был призван на службу в Российскую императорскую армию и направлен на фронт Первой мировой войны. Служил канониром во 2-м парке 43-й парковой артиллерийской бригады 43-й пехотной дивизии. После окончания учебной команды служил младшим фейерверкером в 1-й запасной тяжёлой артиллерийской бригаде, дислоцировавшейся в Царском Селе. После роспуска старой армии работа слесарем на заводе в Петрограде. 
В июле 1918 года по профсоюзной мобилизации Леандров поступил на службу в Рабоче-Крестьянскую Красную Армию. Участвовал в Гражданской войне против войск Комуча, адмирала А. В. Колчака, генерала А. И. Деникина, дашнакских формирований. После окончания Гражданской войны продолжил службу в Красной Армии. В 1923 году окончил повторную школу среднего командного состава, в 1925 году — курсы усовершенствования командного состава зенитной артиллерии. Служил на командных должностях в различных войсковых частях, долгие годы служил в Ленинграде, дослужившись до должности начальника службы аэростатов заграждения ПВО Ленинграда. С июня 1940 года Леандров служил в центральном аппарате ПВО, был старшим помощником начальника отдела, начальником отделения Управления боевой подготовки Главного управления ПВО Красной Армии. В этой должности встретил начало Великой Отечественной войны.
Участвовал в обороне Москвы, с декабря 1941 года исполнял обязанности начальника 3-го отдела Управления боевой подготовки Главного управления ПВО Красной Армии. Курировал боевую подготовку частей аэростатов заграждения. Неоднократно выезжал в боевые части, несшие охрану неба в Москве, Ленинграде, Харькове, Воронеже, Сталинграде, Саратове, Горьком, Ярославле, Мурманске, Ростове-на-Дону. В июле 1943 года был назначен начальником аэростатом заграждения Западного фронта ПВО. В дальнейшем находился на той же должности сначала на Северном, а потом вновь на Западном фронтах ПВО. С февраля 1945 года командовал 3-й дивизией аэростатов заграждения.
После окончания войны продолжал службу в Советской Армии. Был начальником аэростатов заграждения Центрального округа ПВО, затем начальником аэростатов заграждения всех войск ПВО страны. 
В марте 1953 года в звании полковника был уволен в запас. 
Дальнейшая судьба не установлена.

## Награды
- Орден Ленина (21 февраля 1945 года);
- 2 ордена Красного Знамени (3 ноября 1944 года, 20 июня 1949 года);
- Орден Отечественной войны 1-й степени (17 ноября 1945 года);
- Орден Красной Звезды (20 марта 1944 года);
- Медаль «За оборону Москвы» и другие медали.